# 马斯洛瓦普里斯坦农村居民点
马斯洛瓦普里斯坦农村居民点（俄语：Масловопристанское сельское поселение）是俄罗斯联邦别尔哥罗德州舍别基诺区所属的一个农村居民点。其下辖有5个居民点，行政中心为马斯洛瓦普里斯坦。据2016年统计，该农村居民点的人口为7284人。